# Ruthog I
Ruthog I, persoonsnaam Namgyal Wangdü (1894/1896 - ?), was een Tibetaans politicus en militair.

## Familie
Ruthog schonk zijn schoonzoon de rechten van een Gyerpa, waarmee hij het recht had om regeringsfunctionaris te worden. Zijn schoonzoon was een zoon van Chanya Kusho, een landheer in Gyantse, echter zonder Gyerpa-rechten.

## Loopbaan
Ruthog trad in 1923 in dienst van de regering van historisch Tibet. Hij was Dzongpön van de Dzong van Giamda in de regio Kongpo en daarna van de Dzong van Gyirong in Gyirong, beide in zuidelijk Tibet.
In augustus 1940 werd hij bevorderd tot functionaris 4e rang en benoemd tot minister (Depön). Hij kreeg de leiding over het regiment van Tingri. Deze functie voerde hij uit tot mei 1947.